# Sara James
Sara James (Słubice, 2008. június 10. —) lengyel énekes, a 2011-es lengyel «The Voice Kids» című műsor lengyel változatának negyedik évadának győztese. Ő képviselte Lengyelországot a 2021-es Junior Eurovíziós Dalfesztiválon, Párizsban a Somebody című dalával.

## Fiatalkora
James Słubicében, egy lengyelországi kisvárosban született egy lengyel anya és egy nigériai apa gyermekeként. Édesapja is énekes. Két bátyja és egy nővére van.

## Karrierje
Hat évesen kezdett énekelni. Az éneklés mellett zongorázik is. 2020-ban Szczecinekben megnyerte a karácsonyi versenyt. 2021-ben megnyerte a Polish Voice gyermekverzióját. Gyermekek". Idén is részt vett a Szansa na Sukces című műsorban, ahol a Somebody a végén című dalával nyert. 2021. december 19-én Sara fellépett a versenyen, ahol második helyezést ért el. 2022-ben Sara részt vett az America's Got Talent tehetségkutató műsorban. Az előadást lelkesen értékelték, Simon Cowell pedig átadta neki az Aranygombot. Bejutott a döntőbe, de kiesett, amikor bekerült a "Top 5" közé.

## Diszkográfia

### Egyedülállók
- Czarny młyn (2021)
- Somebody (2021)
- Jak co roku (2021)
- Lecę (2022)
- Nie jest za późno (2022)
- Na sam szczyt (2022)
- Magia jest w nas (2022)
- My Wave (2022)
- Taka Sama (2022)
- Bloodline (2023)